# Spencer Adams
Pour les articles homonymes, voir Adams.
Spencer Adams (né le 10 septembre 1989) est un athlète américain, spécialiste des haies.
Il débute en tant que junior en 2007. Il porte son record avec les haies de 99 cm à 13 s 51 à Greensboro (NC) le 10 mai 2008. Le 29 juin 2014, il porte son record sur 110 m haies à 13 s 33 à Sacramento, avec un vent favorable de + 1,2 m/s. Le 12 mars 2016, il bat son record sur 60 m haies lors des championnats américains en salle à Portland, en 7 s 58. Il termine ensuite 5e en finale des championnats du monde en salle, derrière le champion national Jarret Eaton.